# José Manuel de Morais
José Manuel de Morais foi um militar brasileiro. Atingiu a patente de brigadeiro.
Foi ministro da Guerra do Brasil, de 19 de março a 5 de abril de 1831, no reinado de D. Pedro I, e no período regencial, de 7 de abril de 1831 a 16 de julho do mesmo ano.